# رودخانه فیهره‌نانا
رودخانه فیهره‌نانا (به لاتین: Fiherenana River) یک رود در ماداگاسکار است که در ماداگاسکار واقع شده‌است.